# Ron Sobieszczyk
Ronald Charles Sobieszczyk, conosciuto anche come Ronald Sobie, detto Ron (Chicago, 21 settembre 1934 – Chicago, 23 ottobre 2009), è stato un cestista e allenatore di pallacanestro statunitense, professionista nella NBA e nella ABL.

## Carriera
Venne selezionato dai Fort Wayne Pistons al primo giro del Draft NBA 1956 (6ª scelta assoluta).